# Capitolo 6
Capitolo 6 foi um grupo italiano de rock progressivo ativo nos anos 1970.

## História
Em 1969, dois músicos do grupo de Viareggio, Gli Eremiti, o baterista Luciano Casa e o tecladista Jimmy Santerini se uniram a um grupo de Livorno intitulado I Rangers, e o quinteto passou a se chamar Capitolo 6. A formação ainda incluía dois bateristas, mas Luciano Casa tocava ainda o violão de doze cordas e participava do coro.
O grupo obteve um contrato com a etiqueta It, subsidiária da RCA, graças ao produtor Franco Tessandori, também de Viareggio, uma pequena casa discográfica muito mais interessada em cantores que em grupos de rock. O primeiro 45 rotações saiu em 1971, tendo a banda se transferido para Roma. A formação passou a cinco membros com a inclusão do saxofonista e flautista de Grosseto, Loriano Berti, no lugar de Luciano Casa.
É provável que nesse período o grupo tenha sofrido várias modificações na sua formação. Uma filmagem da iugoslava Tele Capodistria os mostra em quatro enquanto cantam Mi innamoro di te, com Donati como cantor, Santerini, ao baixo, o saxofonista e flautista Berti e um guitarrista de nome Roberto.
O Capitolo 6 obteve uma boa carreira concertística, tocando no Festival de Viareggio, em 1971, e gravou no ano seguinte o primeiro e único álbum intitulado Frutti per Kaguà.
O álbum tem dois lados bem diferentes. O primeiro com uma longa música homônima, contendo a flauta em evidência, além de um ótimo som. O guitarrista Bartolotti era o responsável pela sonoridade mais pesada do grupo. O segundo lado contém três músicas mais breves com belas letras compostas pelo cantor e compositor Francesco De Gregori, mas menos elaboradas do ponto de vista musical.
Um single com Il grande spirito, com uma música inédita no lado "B", foi inserido no álbum, mas o grupo se dissolveu em outubro de 1972 por causa da falta de sucesso. Antes da separação havia sido incluído em algumas compilações da RCA realizadas na Itália e no exterior para o Festival de Sanremo de 1972 como executores de algumas músicas de outros artistas participantes e ainda tocaram em um LP do compositor Mario Capuano.
Uma nova formação em quatro do grupo compreendeu Bortolotti, Romani, Antonio Favilla, nos teclados, e provavelmente Giovanni Galli, na bateria, mas é provável que tenha tido vida muito curta.
O tecladista Antonio Favilla fez parte por um breve período da segunda formação do Campo di Marte, mas tinha problemas com drogas e faleceu no início dos anos 1990. Também o tecladista original Santerini morreu de leucemia, em 1977.

## Formação
- Riccardo Bartolotti (voz, guitarra, flauta)
- Loriano "Fischio" Berti (sax, flauta)
- Jimmy Santerini (teclado, voz)
- Mauro Romani (baixo)
- Lorenzo Donati (bateria, voz)